# Le Pouliguen, la plage
Le Pouliguen, la plage est une huile sur toile réalisée vers 1900 par le peintre Henri Michel-Lévy. Elle est exposée au musée Baron Martin à Gray. cette œuvre représente une scène de tourisme balnéaire.

## Contexte

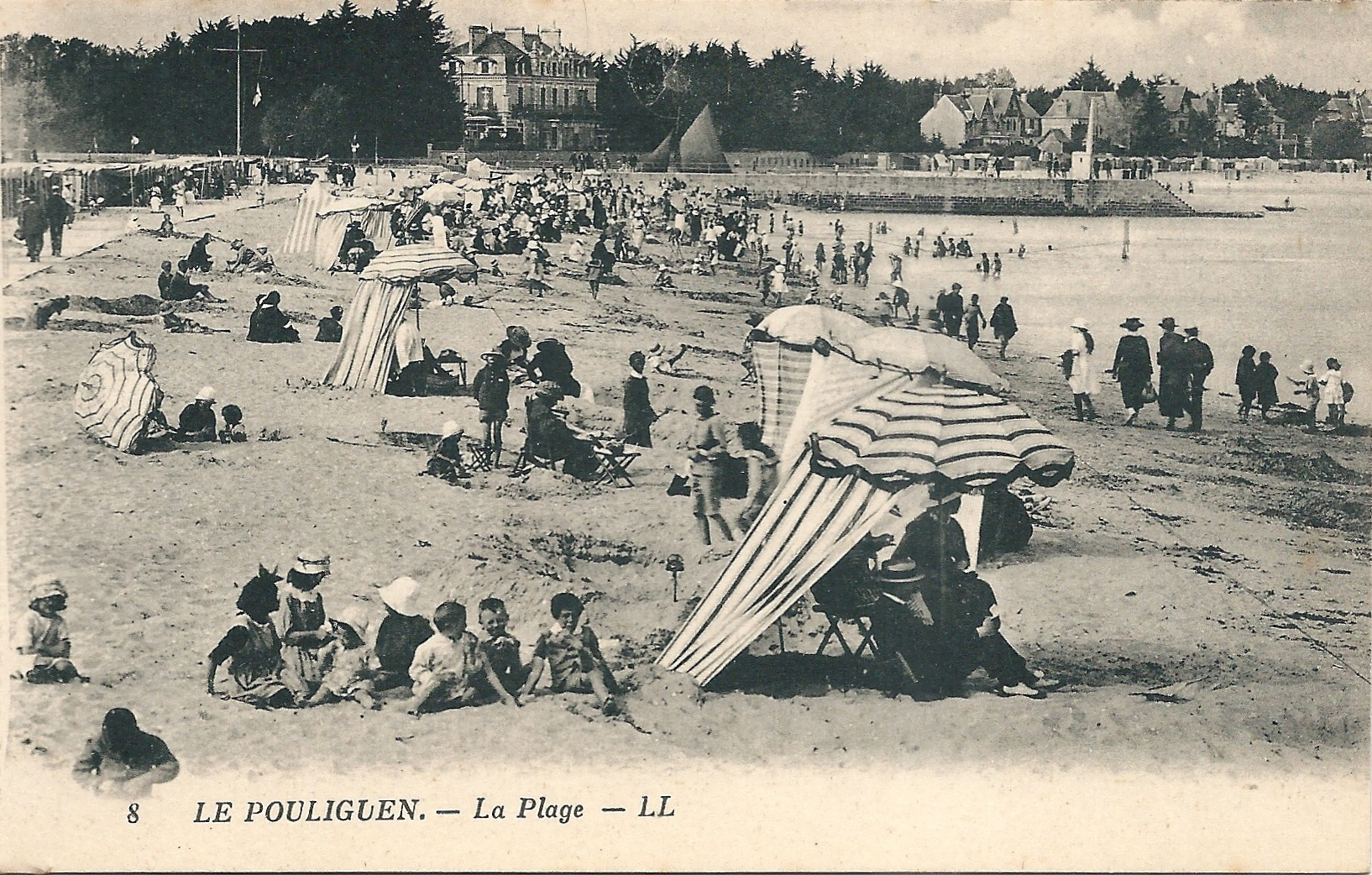
Le Pouliguen en 1930

Henri Michel-Lévy est né en 1844. Il devient élève des maîtres Félix Barrias et Antoine Vollon, il va montrer ses talents très divers depuis les scènes de genre jusqu’aux paysages et aux grandes compositions décoratives. Mais surtout, il est attiré par la représentation de la figure humaine, du geste et de l’attitude. Par exemple son portrait de Mademoiselle Martin à l'âge de quatre ans. Il montre sa belle souplesse dans le trait et son audace à la Manet dans la brutalité des paysages et des oppositions de tons.
À partir de la fin des années 1880, Michel-Lévy se met à peindre des paysages. Son véritable objet est l’étude sur le sable des modulations et des striations d’une lumière d’été malmenée par des formations nuageuses mouvantes. Il connaît le peintre Eugène Boudin et partage la même passion pour la mer à un moment où le tourisme balnéaire est en plein essor,.
Le tableau est entré au musée Baron-Martin de Gray avant 1903.

## Description
La scène se passe au Pouliguen.
Au premier plan il n’y a que du sable avec la partie inférieure du tableau assombrie par ce qui pourrait être l’ombre d’un nuage.
Les personnages sont rejetés au second plan. Ainsi, plusieurs familles composées d'adultes et d'enfants jouent et se promènent sur la plage. Les femmes sont habillées en grands chapeaux et en jupes à tournures et les hommes en costume sombre. Sur le côté droit se distingue un parasol avec des serviettes afin de créer de l’ombre. À gauche, deux voiliers à l'arrêt et un plus éloigné qui prend le large. Il y a également ce qui pourrait être un tronc d’arbre couché sur la plage.
En arrière-plan, les nuages sont prédominants mais le beau temps semble gagner du terrain car le ciel reste clair et lumineux.

## Analyse
Alors que l'on commence à réguler les heures de travail journalier avec par exemple la journée de 10 heures pour les femmes en 1902, les Français acquièrent plus de temps pour les loisirs. Ce tableau représente ainsi des femmes qui sont « des élégantes » qui prenaient un « bain de mer » autour de 1900.
Voir des personnes habillées ainsi sur une plage peut paraître surprenant. Cependant, l'explication est simple : l'eau fait peur jusqu'au milieu du XIXe siècle. Les bains de mer sont donc exclusivement réservés au domaine thérapeutique.
De même, la peau blanche est considérée comme une caractéristique de la bourgeoisie alors que les peaux bronzées sont caractéristiques du peuple car il travaille souvent en extérieur, exposé au soleil, dans les champs par exemple. Porter des vêtements couvrants permet donc de préserver sa peau du soleil.